# Sankt Petersburg Griffins
I Sankt Petersburg Griffins ((RU)  Грифоны) sono una squadra di football americano di San Pietroburgo, in Russia; hanno vinto 1 titolo nazionale.
Hanno una sezione femminile chiamata Sankt Petersburg Valkyries, che ha al suo attivo due coppe di Russia e che partecipa al campionato finlandese.

## Dettaglio stagioni

### Tornei nazionali

#### Campionato

##### Campionato russo/LAF/EESL
| Stagione | regular season | regular season | regular season | regular season | regular season | regular season | playoff | playoff | playoff | playoff | playoff | playoff          | playoff         |
|          | Vin            | Par            | Per            | Tot            | PF             | PS             | Vin     | Per     | Tot     | PF      | PS      | risultato        | avversaria      |
| -------- | -------------- | -------------- | -------------- | -------------- | -------------- | -------------- | ------- | ------- | ------- | ------- | ------- | ---------------- | --------------- |
| 2014     | 4              | 0              | 0              | 4              | 180            | 47             | 1       | 1       | 2       | 34      | 33      | Semifinale       | Moscow Patriots |
| 2015     | 7              | 0              | 1              | 8              | 227            | 80             | 2       | 0       | 2       | 72      | 42      | Campioni         | Moscow Patriots |
| 2016     | 5              | 0              | 2              | 7              | 168            | 64             | 1       | 1       | 2       | 45      | 48      | Quarti di finale | Moscow Spartans |
| 2017     | 5              | 0              | 2              | 7              | 190            | 89             | 1       | 1       | 2       | 19      | 36      | Russkij Bowl     | Moscow Patriots |
| 2018     | 4              | 0              | 3              | 7              | 222            | 112            | 0       | 1       | 1       | 0       | 33      | Semifinale       | Moscow Spartans |
| 2021     | 3              | 0              | 2              | 5              | 99             | 81             | 0       | 2       | 2       | 22      | 30      | Quarto posto     | Spartak Moskva  |
| 2022     | 1              | 0              | 4              | 5              | 104            | 169            | -       | -       | -       | -       | -       | -                | -               |
| Totale   | 29             | 0              | 14             | 43             | 1190           | 672            | 5       | 6       | 11      | 192     | 222     |                  |                 |

Fonti: Enciclopedia del Football - A cura di Roberto Mezzetti

##### WLAF Russia
| Stagione | regular season | regular season | regular season | regular season | regular season | regular season | playoff | playoff | playoff | playoff | playoff | playoff       | playoff    |
|          | Vin            | Par            | Per            | Tot            | PF             | PS             | Vin     | Per     | Tot     | PF      | PS      | risultato     | avversaria |
| -------- | -------------- | -------------- | -------------- | -------------- | -------------- | -------------- | ------- | ------- | ------- | ------- | ------- | ------------- | ---------- |
| 2021     | 3              | 0              | 1              | 4              | 164            | 54             | -       | -       | -       | -       | -       | Secondo posto | -          |
| Totale   | 3              | 0              | 1              | 4              | 164            | 54             | -       | -       | -       | -       | -       |               |            |

Fonti: Enciclopedia del Football - A cura di Roberto Mezzetti

##### Naisten Vaahteraliiga
| Stagione | regular season | regular season | regular season | regular season | regular season | regular season | playoff | playoff | playoff | playoff | playoff | playoff    | playoff             |
|          | Vin            | Par            | Per            | Tot            | PF             | PS             | Vin     | Per     | Tot     | PF      | PS      | risultato  | avversaria          |
| -------- | -------------- | -------------- | -------------- | -------------- | -------------- | -------------- | ------- | ------- | ------- | ------- | ------- | ---------- | ------------------- |
| 2015     | 1              | 0              | 6              | 7              | 64             | 314            | -       | -       | -       | -       | -       | -          | -                   |
| 2016     | 4              | 0              | 3              | 7              | 180            | 121            | 0       | 1       | 1       | 0       | 34      | Semifinale | Turku Trojans       |
| 2017     | 4              | 0              | 4              | 8              | 186            | 138            | 0       | 1       | 1       | 6       | 7       | Semifinale | Helsinki Wolverines |
| 2018     | 2              | 0              | 4              | 6              | 122            | 140            | 1       | 1       | 2       | 26      | 61      | Finale     | Helsinki Wolverines |
| 2019     | 3              | 0              | 5              | 6              | 214            | 285            | 1       | 1       | 2       | 36      | 69      | Finale     | Helsinki Wolverines |
| Totale   | 14             | 0              | 22             | 36             | 766            | 998            | 2       | 4       | 6       | 68      | 171     |            |                     |

Fonti: Enciclopedia del Football - A cura di Roberto Mezzetti

#### Coppa
| Stagione | regular season | regular season | regular season | regular season | regular season | regular season | playoff | playoff | playoff | playoff | playoff | playoff   | playoff                       |
|          | Vin            | Par            | Per            | Tot            | PF             | PS             | Vin     | Per     | Tot     | PF      | PS      | risultato | avversaria                    |
| -------- | -------------- | -------------- | -------------- | -------------- | -------------- | -------------- | ------- | ------- | ------- | ------- | ------- | --------- | ----------------------------- |
| 2020     | 3              | 0              | 0              | 3              | 145            | 34             | 2       | 0       | 2       | 50      | 20      | Campioni  | Spartak Moskva                |
| 2021     | -              | -              | -              | -              | -              | -              | 2       | 1       | 3       | 93      | 50      | Finale    | Sankt Petersburg North Legion |
| Totale   | 3              | 0              | 0              | 3              | 145            | 34             | 4       | 1       | 5       | 143     | 70      |           |                               |

Fonti: Enciclopedia del Football - A cura di Roberto Mezzetti

### Tornei internazionali

#### IFAF Europe Champions League
| Stagione | regular season | regular season | regular season | regular season | regular season | regular season | playoff | playoff | playoff | playoff | playoff | playoff   | playoff    |
|          | Vin            | Par            | Per            | Tot            | PF             | PS             | Vin     | Per     | Tot     | PF      | PS      | risultato | avversaria |
| -------- | -------------- | -------------- | -------------- | -------------- | -------------- | -------------- | ------- | ------- | ------- | ------- | ------- | --------- | ---------- |
| 2016     | 0              | 0              | 2              | 2              | 20             | 97             | -       | -       | -       | -       | -       | -         | -          |
| Totale   | 0              | 0              | 2              | 2              | 20             | 97             | -       | -       | -       | -       | -       |           |            |

Fonti: Enciclopedia del Football - A cura di Roberto Mezzetti

#### Eastern European Superleague
| Stagione | regular season | regular season | regular season | regular season | regular season | regular season | playoff | playoff | playoff | playoff | playoff | playoff     | playoff       |
|          | Vin            | Par            | Per            | Tot            | PF             | PS             | Vin     | Per     | Tot     | PF      | PS      | risultato   | avversaria    |
| -------- | -------------- | -------------- | -------------- | -------------- | -------------- | -------------- | ------- | ------- | ------- | ------- | ------- | ----------- | ------------- |
| 2019     | 1              | 0              | 5              | 6              | 45             | 146            | 1       | 0       | 1       | 36      | 20      | Terzo posto | Minsk Litwins |
| Totale   | 1              | 0              | 5              | 6              | 45             | 146            | 1       | 0       | 1       | 36      | 20      |             |               |

Fonti: Enciclopedia del Football - A cura di Roberto Mezzetti

### Riepilogo fasi finali disputate
| Anno              | Luogo           | Evento                              | Fase del torneo      | Incontro                                                  | Risultato |
| 30 agosto 2014    | Puškin          | Campionato russo                    | Semifinale           | Sankt Petersburg Griffins - Moscow Patriots               | 26 - 27   |
| 6 settembre 2015  | Zelenograd      | Campionato russo                    | Russkij Bowl         | Moscow Patriots - Sankt Petersburg Griffins               | 21 - 37   |
| 31 luglio 2016    | Turku           | Naisten Vaahteraliiga               | Semifinale           | Turku Trojans - Sankt Petersburg Valkyries                | 34 - 0    |
| 27 agosto 2016    | Puškin          | League of American Football         | Quarti di finale     | Sankt Petersburg Griffins - Moscow Spartans               | 15 - 21   |
| 20 agosto 2017    | Helsinki        | Naisten Vaahteraliiga               | Semifinale           | Helsinki Wolverines - Sankt Petersburg Valkyries          | 7 - 6     |
| 2 settembre 2017  | Mosca           | League of American Football         | Russkij Bowl         | Moscow Patriots - Sankt Petersburg Griffins               | 24 - 6    |
| 18 agosto 2018    | Mosca           | League of American Football         | Semifinale           | Moscow Spartans - Sankt Petersburg Griffins               | 33 - 0    |
| 18 agosto 2018    | Vantaa          | Naisten Vaahteraliiga               | Finale               | Helsinki Wolverines - Sankt Petersburg Valkyries          | 55 - 12   |
| 13 luglio 2019    | Vantaa          | Naisten Vaahteraliiga               | Finale               | Helsinki Wolverines - Sankt Petersburg Valkyries          | 47 - 8    |
| 1º settembre 2019 | Puškin          | EESL                                | Finale 3º - 4º posto | Sankt Petersburg Griffins - Minsk Litwins                 | 36 - 20   |
| 25 ottobre 2020   | Ščedrino        | EESL Vysšaja Liga (Coppa di Russia) | Finale               | Sankt Petersburg Griffins - Spartak Moskva                | 25 - 6    |
| 1º agosto 2021    | Korolëv         | EESL                                | Finale 3º - 4º posto | Sankt Petersburg Griffins - Spartak Moskva                | 12 - 13   |
| 26 settembre 2021 | San Pietroburgo | Coppa di Russia                     | Finale               | Sankt Petersburg Griffins - Sankt Petersburg North Legion | 0 - 38    |

## Palmarès
- 1 Campionato russo (2015)
- 1 Campionato russo di secondo livello (2020[2])
- 2 Coppe di Russia femminili (2015, 2016)